# 高雄市左營區福山國民小學
高雄市左營區福山國民小學（英語：Kaohsiung Municipal Fushan Elementary School），簡稱福山國小或福小，是一座坐落於高雄市左營區的國民小學。緊鄰高雄市立新莊高級中學及高雄市立福山國民中學。

## 歷史
- 1999.08.01創校

## 歷任校長
- 籌備校長　李政雄　1997.08~1999.07
- 第一任校長　李政雄　1999.08~2008.07
- 第二任校長　鄭金治　2008.08~2014.07
- 第三任校長　李進士　2014.08~2022.07
- 第四任校長  王國村 2022.08~迄今

## 交通資訊
福山國小緊鄰台鐵新左營站
- 高雄市公車：92路
- 南台灣客運：3路、紅50路、民族幹線

## 外部連結
- 福山國小網頁 （页面存档备份，存于）（繁體中文）